# Studentul din Praga (film din 1913)
The Student of Prague este un film de groază german din 1913 regizat de Stellan Rye și Paul Wegener. Este considerat primul film de groază german.

## Distribuție
- Paul Wegener (Balduin)
- John Gottowt (Scapinelli)
- Grete Berger (Contesa Margit Schwarzenberg)
- Lyda Salmonova (Lyduschka)
- Lothar Körner (Contele von Schwarzenberg)
- Fritz Weidemann (Baron Waldis-Schwarenberg)